# Goalpara
Goalpara (assamais : গোৱালপাৰা) est une ville et le chef-lieu du district de Goalpara, dans l'Assam en Inde. Elle est située à 134 km à l'ouest de Guwahati.

## Étymologie
Le nom de Goalpara est dérivé de « Gwaltippika » : village de Guwali, ou le village de l'homme lait. Dans le dialecte local, « para » signifie village.

## Géographie
Goalpara est située au bord du Brahmapoutre, à 35 mètres d'altitude.

## Éducation
Goalpara comprend de nombreuses écoles, les principales écoles sont : 
- Goalpara College, Goalpara
- Government B. T. College
- Junior Technical School
- Goalpara English School
- Dudhnoi college
- Sainik School, Goalpara
- Goalpara Law collage
- Goalpara Science Academy
- Kendriya Vidyalaya
- Jawahar Navodaya Vidyalaya
- P.R.Government H.S.& M.P School
- New Goalpara High School
- Goalpara Jatiya Vidyalaya
- S.B.P.Memorial H.S.School,Mornai.
- K.G.B.Vidyalaya,Mornai.